# Malcolm Champion
Malcolm Champion (n. 10 noiembrie 1883, Insula Norfolk, Australia – d. 26 iulie 1939, Auckland, Noua Zeelandă) a fost un înotător ce a reprezentat Australia, medaliat olimpic. A participat la o ediție a Jocurilor Olimpice (1912) în care a câștigat o medalie de aur.

## Participări
Lista de mai jos prezintă principalele competiții la care a participat Malcolm Champion de-a lungul carierei.
- swimming at the 1912 Summer Olympics – men's 4 × 200 metre freestyle relay[*]